# Pseudogaurax oculatus
Pseudogaurax oculatus är en tvåvingeart som först beskrevs av Becker 1912.  Pseudogaurax oculatus ingår i släktet Pseudogaurax och familjen fritflugor. Inga underarter finns listade i Catalogue of Life.